# Ratko Radovanović
Ratko Radovanović (Nevesinje, 16. rujna 1956. godine), bosanskohercegovački košarkaš. Igrao na poziciji centra, visok 210 cm.
Košarkom se počeo baviti u Sarajevu, u ekipi Bosne 1972. godine. Nakon jednogodišnjeg juniorskog staža postao je prvotimac Bosne, i od 1973. vježba pod kontrolom trenera Tanjevića. Godine 1973. debitirao je u omladinskoj reprezentaciji Jugoslavije. Za "A" reprezentaciju odigrao je više od 150 utakmica. S reprezentacijom Jugoslavije osvojio je zlatne medalje - Balkana, Europe, svijeta i olimpijsko zlato.
S ekipom Bosne bio je dvostruki prvak Jugoslavije i pobjednik Kupa Jugoslavije. U dresu Bosne bio je prvak Europe. Za prvi tim Bosne odigrao je 500 utakmica i postigao oko 10.000 koševa. Godine 1980. proglašen je za najboljeg sportaša Bosne i Hercegovine..